# Elinebergshusen
Elinebergshusen är fem punkthus belägna i bostadsområdet Elineberg, Helsingborg. De är uppförda 1965 och har vardera 13–15 våningar. De är ritade av den kände danske arkitekten Jørn Utzon medan han arbetade för Arkitektfirman Arton i Helsingborg.

## Historik
Helsingborgs stad hade 1954 genomfört en tävling för en stadsplan med tillhörande bostadstyper i Elineberg. Tävlingen lockade fram 19 inlämnade bidrag, varav tre inköptes av staden. Dock ansåg tävlingskommittén att inga av dem direkt kunde ligga till grund för det nya området och därför utfördes en ny tävling där resultatet skulle presenteras i samband med bostadsutställningen H55 året därefter. Arton arkitektkontors förslag hade omarbetats på ett sådant sätt att man efter den andra tävlingsomgången rekommenderade att deras plan skulle utföras. År 1957 påbörjades byggnationen av det nya bostadsområdet genom den mer återhållsamma låghusbebyggelsen i söder, medan punkthusen inte stod klara förrän 1965.

## Arkitektur
De fem höghusen är placerade på en gemensam sockel av betong, som reser byggnaderna över den gröna sluttningen vid en flackare del av landborgen. De är placerade något förskjutna i förhållande till varandra för att innesluta Elinebergplatsen, beläget till öster om byggnaderna. De tre mittenhusen är förskjutna längre åt väster medan de två flankerande husen är placerade längre åt öster. De tre nordliga husen vetter med sina balkongfasader mot väster och Öresund, medan de två sydliga har balkongfasader både mot väster och söder.
Husen är utförda i gult tegel med inslag av bruna byggnadsdetaljer och har en klar skivverkan genom att tegelfasaderna endast bryts av av vertikala fönsterslitsar. Skivverkningen ökas av att husen är indelade i sektioner, med en balkongbredd var, som är förskjutna i förhållande till varandra. Med hjälp av dessa fram- och tillbakadragna segment får de något bastanta husen ändå ett lätt intryck. Eftersom de smålägenheter som ursprungligen planerats i husen gjordes om till större, var detta ett sätt att behålla byggnadernas slankhet, och dessutom förstärker det husens vertikala karaktär. Interiört är lägenheterna svagt terrasserade i olika nivåer, med sin högsta del vid entrén och sin lägsta del vid balkongen. Genom lägenheterna går siktlinjer som genom nivåskillnaden är tänkta att rikta blickarna neråt, mot Öresund. Detta eftersom Utzon ansåg att med ett plant golv hade utsikten blivit Öresundstraktens himmel, som han ofta fann var grå och trist.